# Dreetz (Brandeburgo)
Dreetz è un comune di 1 170 abitanti del Brandeburgo, in Germania.

Appartiene al circondario (Landkreis) dell'Ostprignitz-Ruppin (targa OPR) ed è parte della comunità amministrativa (Amt) di Neustadt (Dosse).

## Geografia antropica

### Suddivisioni amministrative
Il territorio comunale è diviso in cinque zone, corrispondenti al centro abitato di Dreetz e a quattro frazioni (Ortsteil):
- Dreetz (centro abitato)
- Bartschendorf, con la località:
  - Blumenaue
  - Siegrothsbruch
  - Treuhorst
  - Zietensaue
- Giesenhorst
- Michaelisbruch